# Liste der Stolpersteine im Olomoucký kraj

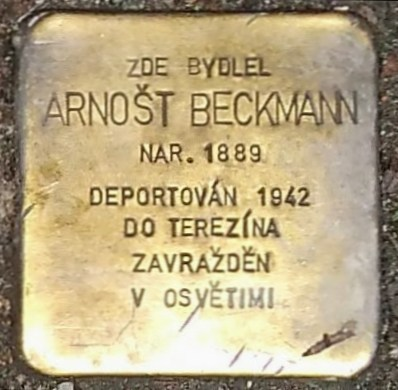
Stolperstein für A. Beckmann, einer der ersten in Olomoucký kraj verlegten Stolpersteine (2018)

Die Listen der Stolpersteine in Olomoucký kraj enthalten die Stolpersteine in der Region Olomoucký kraj in Tschechien. 
Stolpersteine erinnern an das Schicksal der Menschen, welche von den Nationalsozialisten ermordet, deportiert, vertrieben oder in den Suizid getrieben wurden. Die Stolpersteine wurden von Gunter Demnig konzipiert, heutzutage wird deren Verlegung jedoch auch von anderen Initiativen und Gruppen vorbereitet, übernommen und betreut. Die Stolpersteine liegen in der Regel vor dem letzten selbstgewählten Wohnort des Opfers. Das tschechische Stolpersteinprojekt Stolpersteine.cz, das die Verlegungen früher mitinitiierte, wurde 2008 durch die Česká unie židovské mládeže (Tschechische Union jüdischer Jugend) ins Leben gerufen; seit etwa 2015 ist es nicht aktiv.
Die Stolpersteine werden auf Tschechisch stolpersteine genannt, alternativ auch kameny zmizelých (Steine der Verschwundenen).
Die Stolpersteine in der Region Olomoucký kraj sind in folgende selbständige Listen aufgeteilt:
| Liste der Stolpersteine in Hranice na Moravě (Erstverlegung am 5. August 2015 durch G. Demnig) |
| Liste der Stolpersteine in Loštice (Erstverlegung am 21. September 2017 durch G. Demnig)       |
| Liste der Stolpersteine in Olmütz (Erstverlegung am 16. Juni 2011 durch G. Demnig)             |